# Campagnac (Aveyron)
Campagnac é uma comuna francesa na região administrativa de Occitânia, no departamento de Aveyron. Estende-se por uma área de 41,88 km². Em 2010 a comuna tinha 454 habitantes (densidade: 10,8 hab./km²).